# 曾亚英
曾亚英（1955年8月22日—2013年8月10日），祖籍海南，前马来西亚柔佛州振林山（现依斯干达公主城）国阵马华公会国会议员，也曾是马华公会中央委员 。

## 逝世
2012年7月发现乳癌复发，扩散至脑部成为脑癌。2013年8月10日马来西亚时间上午11时病逝于柔佛哥打丁宜中央医院，享年57岁。

## 家庭
1979年曾亚英与年长两岁的丈夫陈喜绵成婚，并分别在1980年及1985年生下女儿陈佩诗及儿子陈年佑。